# Shavrov Sh-2
Lo Shavrov Sh-2 era un aereo anfibio monomotore biplano progettato da Vadim Borisovič Šavrov e sviluppato in Unione Sovietica tra la fine degli anni venti ed i primi anni trenta.
Primo velivolo anfibio ad entrare in produzione di massa nel territorio sovietico, venne impiegato nell'aviazione civile e governativa in numerosi ruoli come aereo da collegamento ed addestramento, nel controllo delle attività di pesca e nel pattugliamento delle frontiere, rimanendo in produzione fino agli anni cinquanta.

## Storia del progetto
Dopo aver realizzato, nei tardi anni venti, il suo primo velivolo, l'Sh-1 rimasto allo stadio di prototipo, Vadim B. Šavrov ne avviò uno sviluppo mantenendone l'impostazione generale.
Il nuovo modello, identificato come Sh-2, si differenziava per l'aumento delle dimensioni e per la maggior cura aerodinamica adottando una carenatura che copriva parzialmente il propulsore Shvetsov M-11, sempre un motore radiale ma dalla maggior potenza disponibile, lasciando esposti i cinque cilindri per non comprometterne il raffreddamento. Inoltre venne adottato un serbatoio di combustibile dalla maggior capienza, che permise di ottenere un'autonoma tripla rispetto all'Sh-1, ed allo scafo venne aggiunto un gancio per facilitarne l'ormeggio o il rimessaggio, quest'ultimo agevolato anche dalla possibilità di ruotare all'indietro le due sezioni esterne dell'ala superiore.
Il prototipo venne portato in volo per la prima volta l'11 novembre 1930 data dopo la quale si susseguirono i vari voli di prova necessari a valutare ed eliminare gli inconvenienti legati al primo periodo di sviluppo. La bontà del progetto si confermò quando, il 14 novembre, a causa di un ammaraggio forzato, lo scafo dell'Sh-2 venne danneggiato dalle onde contrarie rimanendo tuttavia a galla, pur avendo imbarcato acqua, grazie alla struttura dell'ala inferiore che integrava, oltre ai galleggianti equilibratori, 12 sezioni sigillate. Venne quindi presentato alla commissione di valutazione statale che si svolse tra il 12 ed il 17 giugno 1931 presso le strutture del Naučno-Issledovatel'skij Institut (NII) della Graždanskij Vozdušnyj Flot (GVF), l'antesignana dell'Aeroflot, senza manifestare problemi.
Ottenuta l'autorizzazione il velivolo venne quindi avviato alla produzione in serie dal 1º aprile 1932; questa si protrasse fino al 1934 quando venne cessata per la disponibilità di modelli pari ruolo tecnologicamente più avanzati. Tuttavia, data la popolarità conseguita dal modello, grazie alle doti di leggerezza, semplicità ed effettivo impiego in svariati ruoli in ambito civile e governativo, nel 1939 la produzione venne riavviata diversificandola in numerose strutture di riparazione gestite dal GVF dislocate sul territorio nazionale, rimanendo attiva fino agli anni cinquanta.
Alla fine la produzione totale si attestò sulle 700 unità costruite, diverse centinaia delle quali realizzate dopo il 1939.

## Tecnica
L'Sh-2 era un aereo anfibio caratterizzato dalla configurazione a scafo centrale, dalla velatura sesquiplana e dalla propulsione monomotore in configurazione traente.
Lo scafo integrava la cabina di pilotaggio, aperta e protetta da un parabrezza nelle prime versioni e chiusa da un tettuccio finestrato nella Sh-2bis, a due posti affiancati posizionato tra le due ali. Posteriormente terminava in un impennaggio cruciforme monoderiva dai piani orizzontali irrobustiti da una coppia per lato di piccole aste di controvento.
La configurazione alare era sesquiplana, ovvero dotata di ala superiore dall'apertura notevolmente più ampia rispetto a quella inferiore. La prima era montata alta a parasole, divisa in tre sezioni e l'unica dotata di alettoni, collegata alla parte superiore dello scafo da una serie di montantini centrali, che fornivano il supporto anche al motore posto centralmente sul bordo d'attacco, e da una coppia di aste di controvento che, disinseribili inferiormente, consentivano di ruotare all'indietro le semiali per facilitare le operazioni di hangaraggio. L'inferiore, montata media sullo scafo, integrava nella struttura 12 scompartimenti stagni ed i galleggianti equilibratori.
Il carrello d'atterraggio integrato era piuttosto semplice, costituito da due ruote poste ai lati dello scafo che potevano essere sollevate od abbassate al bisogno e sostituite, durante il periodo invernale, da una coppia di sci per poter operare anche da terreni ghiacciati ed innevati.
La propulsione era affidata ad un motore Shvetsov M-11, un radiale 5 cilindri raffreddato ad aria in grado di esprimere una potenza, a seconda delle versioni, a partire da 100 hp (75 kW), posizionato sul bordo d'attacco dell'ala superiore parzialmente racchiuso in una carenatura ed abbinato ad un'elica bipala in legno a passo fisso normalmente dotata di una copertura ogivale sul mozzo della stessa.

## Impiego operativo
L'Sh-2 venne impiegato essenzialmente in Unione Sovietica, nell'aviazione civile e governativa, ricoprendo numerosi ruoli, da aereo da collegamento a quello da addestramento per la formazione dei piloti, nel controllo delle attività di pesca e nel pattugliamento delle frontiere.
Il 28 agosto 1942, durante le fasi della Guerra di continuazione, le truppe di terra finlandesi ne catturarono due esemplari che vennero integrati nella Suomen ilmavoimat, l'aeronautica militare del paese scandinavo. I due esemplari vennero utilizzati come aerei da collegamento, trasportando anche il comandante della forza aerea scandinava e restando in servizio fino al 1944.

## Versioni
Sh-2
principale versione multiruolo di produzione in serie.
Sh-2S
versione aeroambulanza realizzata in 16 esemplari.
Sh-2bis
versione con cabina di pilotaggio finestrata ed equipaggiata con un motore M-11L.

## Utilizzatori
Finlandia
- Suomen ilmavoimat

operò con due esemplari catturati.
 Unione Sovietica